# Oum Toub
Oum Toub (în arabă أم الطوب) este o comună din provincia Skikda, Algeria.
Populația comunei este de 34.458 de locuitori (2008).